# دلتنگی برای نور

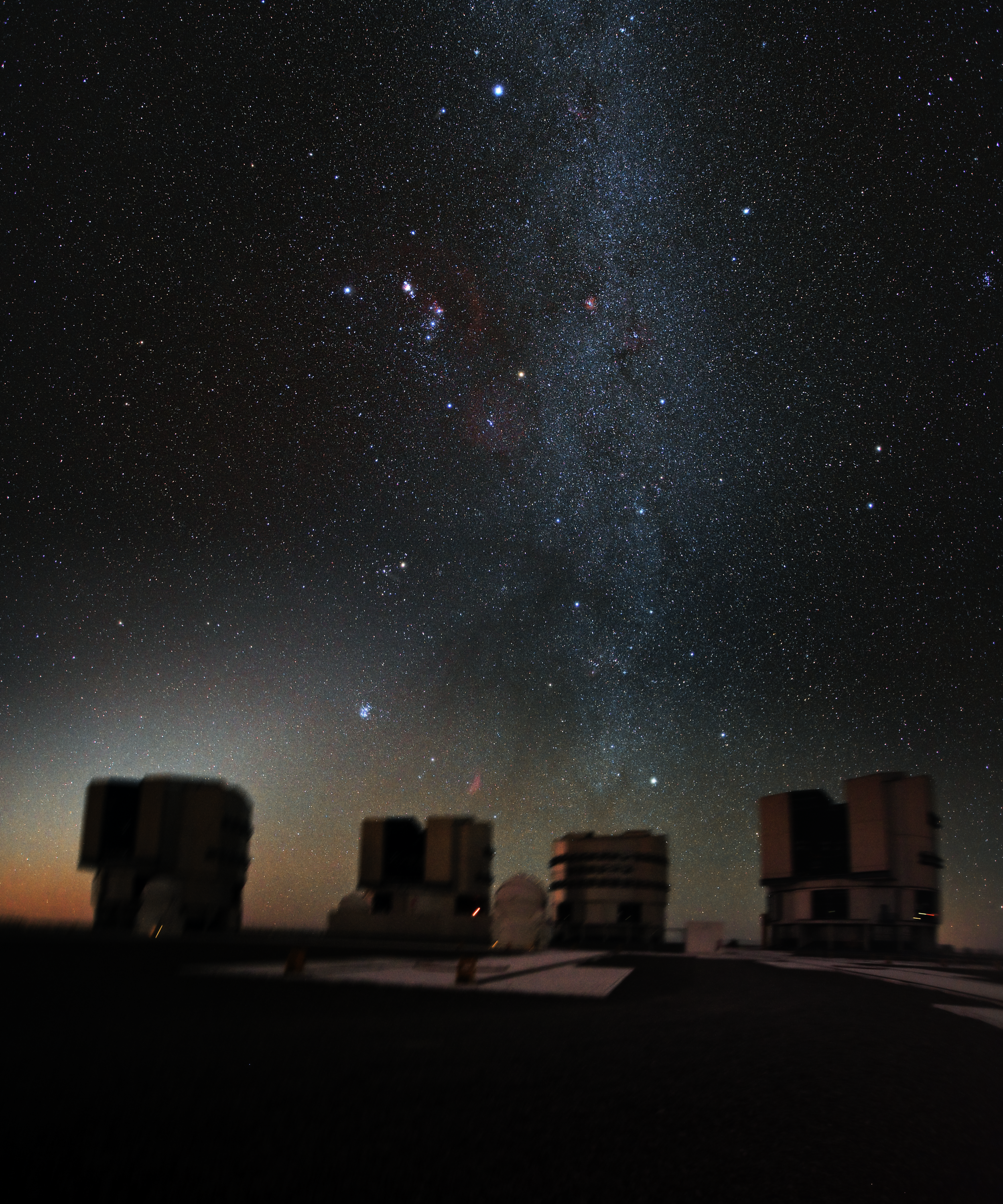
پاتریسیو گوسمان، ما را گام‌به‌گام با تصوّر خود از کهکشان‌ها و خیال رویاهایش همراه می‌کند که گذشته و حال و آینده را در هم می‌آمیزند و سوالات مهمی دربارهٔ زندگی، سرنوشت بشریت و سیاست در ذهنمان پدیدار می‌کنند.

دلتنگی برای نور (اسپانیایی: Nostalgia de la Luz‎؛ فرانسوی: Nostalgie de la lumière‎) یک فیلم مستند به کارگردانی پاتریسیو گوسمان است که در سال ۲۰۱۰ منتشر شد و دربارهٔ اثرات ماندگار دیکتاتوری آگوستو پینوشه است.
در این فیلم، تمرکز کارگردان بر روی مقایسهٔ شباهت‌های مابین پژوهش‌های اخترشناسان در ردیابی گذشتهٔ انسان‌ها و زنان شیلیایی است که هنوز پس از سال‌ها، بدنبال بقایای اجساد عزیزانشان می‌گردند که توسط پینوشه اعدام شده بودند.
راوی فیلم، خودِ پاتریسیو گوسمان است و در آن به گفتگو با خانواده‌های قربانیان و همچنین کیهان‌شناسان و باستان‌شناسان می‌پردازد. بیشتر فیلم‌های این کارگردان در ارتباط با گرفتاری‌ها و مسائل آزاردهنده و سیاهِ اجتماعی و سیاسی است که دامن‌گیرِ کشور شیلی بوده‌است.

## بازیگران
- پاتریسیو گوسمان - راوی
- گاسپار گالاس - استاد رشتهٔ اخترشناسی در دانشگاه جامه اسقفی کاتولیک شیلی[۳]
- لائوتارو نونی‌یس - باستان‌شناس
- لوئیس اِنریکِس - وی از نوامبر ۱۹۷۳ تا اکتبر ۱۹۷۴ میلادی در «اردوگاه کار اجباری چاکابوکو» زندانی بود و یکی از ۲۰ زندانی‌ای بود که صور فلکی را آموختند. او را به سبب خاطراتش از وقایعِ اردوگاه، «منتقل‌کنندهٔ تاریخ» لقب داده‌اند.
- میگل لانر - آرشیتکت مشهور شیلیایی که در جریان کودتا دستگیر و در اردوگاه‌های کار اجباری مختلفی زندانی بود و بعدها به دانمارک تبعید شد.
- بیکتور گونسالِس - یک مهندس نرم‌افزار در رصدخانه آلما[۴] و رئیس اتحادیهٔ کارکنان پروژهٔ تلسکوپ آلما[۵]
- بیکی ساوِدرا - زنی که هنوز هم بیابان را برای یافتن بازماندهٔ اجساد عزیزانش می‌گردد.
- بیوله‌تا بـِریوس - زنی دیگر که همچنان بیابان را برای یافتن بازماندهٔ اجساد عزیزانش جستجو می‌کند.
- جرج پرستن - اخترشناس ارشد در مؤسسهٔ علوم کارنگی واشینگتن، دی.سی. و عضو آکادمی ملی علوم[۶]
- بالِـنتینا رودریگِز - اخترشناس و کارمند روابط عمومی در مقرِ رصدخانه جنوبی اروپا واقع در شهر سانتیاگوی شیلی[۷]

## تاریخ انتشار
دلتنگی برای نور، نخستین بار در ۱۴ مه ۲۰۱۰ میلادی در جشنواره بین‌المللی فیلم کن در فرانسه به نمایش درآمد و پس از آن، در سایر کشورهای اروپایی نظیر لهستان، اسپانیا منتشر شد و سرانجام در ۱۷ مارس ۲۰۱۱ میلادی در برخی سالن‌های برگزیدهٔ سینما، در ایالات متحده آمریکا به روی پرده رفت.

## جوایز
- جوایز فیلم اروپا (۲۰۱۰)
- بهترین فیلم مستند در جشنوارهٔ فیلم اروپا
- برندهٔ جشنوارهٔ بین‌المللی فیلم‌های لاتین در لس آنجلس
- برندهٔ «جایزهٔ ژوری» بابت بهترین فیلم
- برندهٔ جایزه آرتهٔ بهترین مستند در جوایز آکادمی فیلم اروپا (۲۰۱۰)[۸]
- برندهٔ جایزه بهترین فیلم مستند در جشنواره فیلم ابوظبی (۲۰۱۰)[۸]
- برگزیدهٔ رسمی در جشنواره بین‌المللی فیلم کن (۲۰۱۰)[۸]
- برگزیدهٔ رسمی در جشنواره بین‌المللی فیلم تورنتو (۲۰۱۰)[۸]
- برگزیدهٔ رسمی در جشنواره بین‌المللی فیلم سان‌فرانسیسکو (۲۰۱۱)[۸]
- برگزیدهٔ رسمی در جشنواره بین‌المللی فیلم میامی (۲۰۱۱)[۸]
- برگزیدهٔ رسمی در جشنواره بین‌المللی فیلم ملبورن (۲۰۱۰)[۸]

## تحلیل و بررسی
بیابان آتاکاما در شیلی یکی از خشک‌ترین بیابان‌های جهان است، در نتیجه دانشمندان و اخترشناسان از سرتاسر گیتی بدان سفر می‌کنند تا پژوهش‌هایشان را در آنجا انجام دهند. اخترشناسان می‌توانند با وضوح و دقت زیاد، اعماق آسمان را بکاوند و جهان پیرامون را، به منظورِ دریافتن منشأ کهکشان‌ها، مورد بررسی قرار دهند. همچنین فقدان هرگونه رطوبت در این صحرا، نه تنها برای اخترشناسان، بلکه برای باستانشناسان و اهالی شیلی، فرصتی مغتنم ایجاد می‌کنند تا به بقایا و بازمانده‌هایی از گذشته دست یابند. خشکی باعث می‌شود که این‌گونه بازمانده‌ها، دست‌نخورده و بی هیچ تغییری، باقی بمانند. برخی اهالی شیلی در اینجا، به دنبال بقایای اجساد عزیزانشان هستند که در دوران دیکتاتوری پینوشه مفقود شدند. «نوستالژی برای نور» به کارگردانی «پاتریسیو گوسمان»، بر روی شباهت‌ها متمرکز می‌شود: میلِ کیهان‌شناسان به درک گذشته و سرآغاز هستی و میل شیلیایی‌ها به درک این موضوع که چه بر سر عزیزانشان آمد. این مستند دائماً مابین «یادآوری گذشته» و «فراموش کردن آن» جست‌وخیز می‌کند.
نیروهای نظامی دیکتاتوری پینوشه، هزاران شیلیایی را زندانی کرده و به قتل رساندند و بعدها تلاش کردند هرگونه مدارک و آثار مرتبط با این جنایت‌ها را از بین ببرند. در حال حاضر، بسیاری از اهالی شیلی، آنگونه که دیکتاتوری می‌خواست و انجام داد، اتفاقاتِ دردآور گذشته را فراموش کرده یا نادیده می‌گیرند. با این‌وجود، هستند کسانی که همچنان بدنبال مفقودشدگان می‌گردند. زنانی که غیورانه بدنبال شواهد و بقایایی از عزیزانشان هستند تا شاید، با یافتن آنها، اندکی تسلی و آرامش در زندگی‌شان بیابند. آنهایی که به نحوی درگیر جنایت‌های پینوشه بودند، در تلاشند تا وقایع به فراموشی سپرده نشود و بقیهٔ مردم شیلی در تلاشند تا آن را فراموش کنند. هم اخترشناسان و هم این زنان شیلیایی، در گذشته زندگی می‌کنند و بدنبال آنند تا خودشان و جهان پیرامون را بهتر درک کنند. در نهایت، «نوستالژی برای نور» تفاوتِ مابینِ اشخاصی را نشان می‌دهد که برای درک گذشته‌شان تلاش می‌کنند و آنانی را که به‌سادگی، این پیشینه را در معرض فراموشی قرار می‌دهند. این فیلم می‌گوید: «آنانی که به یاد می‌آورند، می‌توانند در لحظات شکنندهٔ حال زندگی کنند. آنانی که قادر به فراموشی هستند، قادر به زندگی در هیچ‌کجا نیستند.»
فیلم مستند گوسمان، دو تفکر و موقعیتِ به‌ظاهر متفاوت را، به‌گونه‌ای در کنار هم مقایسه می‌کند که گویی هر دو، تلاش و مجاهدتی یکسانند. گوسمان در فیلم، بر کمکش و تقلای این زنان در یافتن اجساد عزیزانشان تأکید می‌کند و در همان هنگام، تلاش اخترشناسان را در بررسی کهکشان‌ها به‌منظورِ درک سرآغاز زندگی و بشریت نشان می‌دهد. هر دوی اینها در گذشته غوطه می‌خورند تا درک واقعی و قابل اطمینانی از آن داشته باشند. زنانی که در صحرا به جستجو می‌پردازند، بدنبالِ «کلسیم» در شکلِ استخوان‌های انسان هستند و کیهان‌شناسان بدنبال «کلسیم» در شکلِ بقایایِ یک ستاره یا انفجارِ عظیمِ «مه‌بانگ». اسلایدهایی از سیارکها نمایش داده می‌شود که سپس این تصاویر، به نمایی نزدیک از تکه‌های استخوان انسان مبدل می‌شود. تمیزدادن این دو از هم ناممکن است و با دیدی عمقی‌تر، این فکر را در ذهن پدیدمی‌آورد که این اخترشناسان و زنان - هر دو - بدنبال یک چیز هستند. در این فیلم مستند، جستجو بدنبال گذشته و علت‌ها، پیام‌آورِ زندگی به زمانِ حال است.
این فیلم همچنین، فراموشیِ ملی شیلی را دربارهٔ وقایع گذشته به چالش می‌کشد و بی‌مسئولیتی چنین عملی را زیر سؤال می‌برد. تناقضی که توسط گوسمان در فیلم مطرح می‌شود آن است که شیلی، کشوری است که «دسترسی به گذشته» در آن بسیار آسان است، اما ملتِ شیلی حاضر نیستند پیشینهٔ خود را پذیرفته و خود را با آن آشتی دهند. مردم شیلی، این مادرانی را که در جستجوی گذشته هستند، با چشمِ «مزاحمان جامعه» نگاه می‌کنند. به‌نظر می‌رسد مردم شیلی، با اخترشناسان احساس همدردی بیشتری دارند تا با «بیکی» و «بیولِتا». گویی برخی شیلیایی‌ها برآنند تا به جای بازشناسی و درک وقایع پیشین، آن را به کناری گذاشته و وانمود کنند که اصلاً رخ نداده‌است. در این فیلم، گوسمان، میگل و همسرش آنیتا را همچون تشبیهی استعاری از کشور شیلی قلمداد می‌کند: یکی در تکاپو برای درکِ گذشته‌است و آن دیگری، در حالِ فراموش کردن آن. همین انگاره، یکی از موضوع‌های اصلیِ مطرح‌شده توسط گوسمان است: آن‌ها نباید از یاد ببرند، بلکه باید کوشش کنند که بیش‌ازپیش، اصل و نسب خود را بشناسند. در پایانِ فیلم، گوسمان بیان می‌کند فقط آنانی که گذشته و خاستگاه خود را شناختند، قادرند در زمانِ حال زندگی کنند و به آینده بنگرند. آن‌ها که نمی‌توانند، زنده نیستند چراکه «نه سرآغازی دارند و نه فرجامی».

## بازخوردها
دلتنگی برای نور، تحسین بسیاری از منتقدان را برانگیخت. این فیلم در بررسیِ جمعیِ نقدها در پایگاه اینترنتی «راتن تومیتوز»، امتیاز ۱۰۰٪ را دریافت کرد و در وبگاه «متاکریتیک»، به میانگین وزنی ۹۱/۱۰۰ دست یافت. «استیون هُلدن» نویسندهٔ نیویورک تایمز ضمن تحسین فیلم، آن را یک «رسالهٔ سینمایی میخکوب‌کننده» نامید. او ادامه داد که این فیلم یک روایتِ بازتابی دربارهٔ اهمیت زمان است و پیغام سیاسی‌اش، «حافظهٔ تاریخی» است. کارگردان فیلم گفته بود که دلش برای آن شیلی‌ای که در آن بزرگ شده و آرامش در آن برقرار بود، تنگ شده‌است و «اعتقادش به در یادماندگی ابدی، جهشی حیرت‌انگیز از ایمان است.»
کِنتون اسمیت نویسندهٔ روزنامهٔ کانادایی آپتاون دیدگاه و نظر مشابهی دارد. او می‌گوید باستان‌شناسان و کیهان‌شناسان شباهت‌های فراوانی با یکدیگر دارند، چرا که هردو «گذشته» را بازسازی می‌کنند. (باستان‌شناسان، مورخان و بازگوکنندگان آنچه که در زیر خاک است، هستند و کیهان‌شناسان مورخان و بازگوکنندگان آنچه در کهکشان‌ها و فضاست). گرچه فیلم را بابت تصاویر خیره‌کننده و دیدگاه‌های چشمگیر و گیرایش دربارهٔ کهکشان‌ها ستوده‌اند، اما با وجودِ تمامی این زیبایی‌گرایی‌ها، بنا به عقیدهٔ کِنتون اسمیت، این فکر در ذهنمان شکل می‌گیرد که «مشکل از خودِ ما [بشریت] است که خود را درگیرِ قدرت زودگذر و اعمال شر کرده‌ایم و بگونه‌ای رفتار می‌کنیم که گویی اینها، اهمیتی بیش از یک خط‌خطی کوچک بر صفحهٔ چرکنویسِ [زندگی] دارند».
کنث توران از لس آنجلس تایمز می‌گوید محور اصلی فیلم، ارتباط بین باستان‌شناسان، اخترشناسان، بیابان آتاکاما و زنانی است که در جستجوی بازماندهٔ اجساد عزیزان خود هستند. ارتباط میان این‌ها و همچنین اهدافشان، به‌نحوی به این مفهوم و پندار می‌رسد که باید گذشتهٔ شیلی را بیاد آورد و بدان رجوع کرد.
اِیمی بیانکولی نویسندهٔ سان فرانسیسکو کرونیکل هم معتقد است که این فیلم، تصاویر حیرت‌آوری دارد. در عین حال، حالت ابهام و نیمه‌شفافی که دربارهٔ زندگی کنونی بشر وجود دارد، توجه او را به‌خود جلب کرده‌است. او می‌گوید «تنها زمانی انسان متوجهٔ وقایع مهم می‌شود که سلسله‌ای از رویدادها رخ داده و به تاریخ بپیوندند» و سپس بیان می‌دارد که چگونه گذشتهٔ شخصیت‌هایی همچون میگل و بالِنتینا از طریق مرور خاطراتشان به هم رسیده و مرتبط می‌گردد.
مهمتر آنکه، این فیلم مستند در شیلی هم بازتاب مثبتی در میان منتقدان آن کشور داشت. اسکانیو کابایو از روزنامهٔ مِرکوریو فیلم را به سببِ «شاعرانه و برانگیزنده بودن» ستایش کرد. کریستوبال فِرِدِس نویسندهٔ روزنامهٔ تِرثـِـرا ضمنِ اشاره به تحسین فیلم توسط منتقدان نیویورک تایمز و لس آنجلس تایمز، می‌گوید کارگردانِ دلتنگی برای نور، محور اصلی فیلم را «روایت‌های موازی» آن می‌داند و گوسمان تعمداً روایت فیلمش را شاعرانه کرده‌است.
روزنامهٔ زاپاتوس چینوس، پاتریسیو گوسمان را مهم‌ترین فیلم‌ساز آمریکای لاتین می‌داند. فیلم‌هایش را نیز شاعرانه با تصاویر زیبا ذکر می‌کند که بیننده را دعوت به تماشا و تفسیر می‌کند. این فیلم ببینده را درگیرِ سفری در سرتاسر فضا می‌کند که از کهکشان‌ها تا به زمینِ زیر پایمان ادامه دارد.